# 陳健添
陳健添（英語：Leslie Chan Kin Tim，1957年2月21日—），香港流行歌手經理人，亦曾參與樂隊Beyond的作詞和浮世繪的混音等幕後音樂制作，發掘了小島樂隊、Beyond、王菲、黑豹樂隊等，也是中國唱片公司「紅星音樂生產社」創辦人，並曾擔任香港Beyond樂隊在1986年至1993年期間的經理人，因歌曲版權發生法律糾紛，被歌迷形容為「最受歡迎樂隊的最不受歡迎經紀人」。

## 個人經歷
1979-1981年，陳健添在 Wea Records HK（華納唱片公司前身）工作，1982-1985年供職於香港唱片有限公司，任宣傳經理；1985年曾因名字中的「健」的粵語英文發音為「kinn」，與潘先儀成立 Kinn's Productions 經紀公司，簽下第一支樂隊：小島樂隊。1986年，他與地下樂隊Beyond簽約，期間推出多張影響華語樂壇的專輯。翌年其公司 Kinn's Productions 註冊為 Kinn's Music Ltd，亦是在紅星音樂社的前身。
1989年，陳健添與王菲簽約，1990年再簽入袁鳳瑛，並跟台灣滾石唱片合作，Kinn's Management Ltd（即勁石娛樂）Kinn's Music Ltd 所有藝人過渡到勁石娛樂公司。1991年，他又與水晶迷樂隊、黑豹樂隊簽約，同時代理趙傳、張洪量等滾石藝人在香港的經理人工作；Beyond於翌年離開勁石公司，加盟日本Amuse公司。同年底 ，他就在北京成立紅星生產社，簽入首位藝人鄭鈞。
1993年，陳健添繼續於北京簽入田震、小柯、許巍、眼鏡蛇樂隊、天堂樂隊、希莉娜依、樺梓等大量歌手及樂隊，令紅星生產社成為當時最具影響力的唱片公司，廣受業界好評，旗下唱片和周邊產品均透過香港、中國大陸、台灣、新加坡、馬來西亞全面推出。至2000年，他移民澳洲且在當地成立909 Entertainment，於悉尼市簽下兩支當地樂隊。

## 商業生涯
1985年12月，陳健添與潘先儀合組經理人公司Kinn's Productions（其後改組為Kinn's Music），簽下小島樂隊和地下樂隊的Beyond。次年Beyond推出第一張專輯《亞拉伯跳舞女郎》，在音樂上他們有特別的表現，但在形像上卻再次受到嚴厲的批評，及後的《現代舞台》也出現唱片滯銷的問題。
正當Beyond的演藝事業踏上軌道，潘先儀決定引入競爭－－簽約內地歌手。1989年於一個歌唱比賽，簽下王菲並簽約新藝寶，當時寶麗金宣傳部的人說不會把她的歌拿去電台宣傳，於是為她起藝名「王靖雯」而正式出道。這段期間簽約旗下的還包括後來與羅大佑合作的袁鳳瑛，以及當時仍是地下樂隊的水晶迷。
九十年代初期，Kinn's Music再度該組成Kinn's Management，陳健添開始大規模引入內地歌手及組合，簽下黑豹樂隊，並成為赵传、張洪量等滾石唱片歌手在香港的代理人。然而經過多次重組，潘氏逐漸淡出管理層，而Kinn's Management在香港的業務也走下坡。傳聞當時寶麗金側重四大天王（當時稱三大天王）等一線藝人的發展，減少投資於其他歌手的唱片宣傳，推遲出碟的事件屢見不鮮。當時簽約五年的Beyond已發行七張專輯，王菲在短短一年間也推出了三張唱片，可是同公司袁鳳瑛更只推出了《天若有情》這首歌，發展中心明顯傾向於Beyond。後來Beyond為了拓展唱片市場轉投華納唱片，更成為業務由盛轉衰的導火線。1992年陳健添與Beyond因為歌曲版權發生衝突，後來更因為Beyond的經理人Amuse的介入而惹上官非，雙方關係決裂；王菲曾於1991年間赴美，期間傳出拒絕與滾石簽約而公然撕毀合約，及改簽陳家瑛作為其經紀人，陳健添其後亦北上發展，漸漸淡出Kinn's Management的營運，但一直擔任Beyond的經理人直至黃家駒去世。